# Luis Scola
Pour les articles homonymes, voir Scola.
Luis Scola, né le 30 avril 1980 à Buenos Aires, est un joueur argentin de basket-ball évoluant au poste d'ailier fort. International argentin, il obtient un titre de champion olympique en 2004 à Athènes et une médaille de bronze lors de l'édition suivante à Pékin. Il est également vice-champion du monde en 2002 et en 2019.
En club, il évolue de nombreuses saisons en Liga ACB en Espagne, principalement au club du Tau Vitoria. Il participe à deux finales d'Euroligue. Il obtient avec ce club un titre de champion d'Espagne et deux Coupes du Roi. À titre individuel, il obtient à deux reprises le titre de MVP de la Liga ACB, en 2005 et 2007. Reconnu comme l'un des meilleurs joueurs européens - il est élu deux saisons consécutives dans le meilleur cinq de l'Euroligue (All-Euroleague First Team), il rejoint en 2007 la National Basketball Association (NBA) pour évoluer avec les Rockets de Houston. Il termine sa première saison avec une place dans la NBA All-Rookie Team (premier cinq des débutants dans la ligue).

## Biographie

### Les débuts
Fils de Mario Scola, qui eut son époque de gloire dans le basket-ball, Luis commence à jouer au haut niveau dès son plus jeune âge puisqu'il fait ses débuts dans le championnat d'Argentine de basket-ball à 15 ans en février 1996, avec le club de Ferro Carril Oeste. Il dispute deux autres saisons avec ce club avant de quitter son pays pour rejoindre l'Espagne pour évoluer avec le Cabitel Gijón.

### L'Espagne
Prêté par le Tau Vitoria, il contribue à la montée de son club en Liga ACB en fin de saison. C'est sous le maillot de Gijón, qui assure son maintien en fin de saison, qu'il fait ses débuts en Liga ACB le 4 septembre 1999 lors d'une rencontre face au Forum Vallodolid. Sa première saison au premier niveau du basket-ball espagnol terminée avec des statistiques de 14,79 points et 5,59 rebonds et un titre de Mejor Debutante (meilleur débutant), il rejoint le club basque de Vitoria.
Dès sa première saison, il présente des statistiques de 11,20 points et 4,47 rebonds. Il dispute ses premiers matchs de playoffs faisant progresser la moyenne de points à 13,77. Il dispute également la première édition de l'Euroligue organisée par l'Union des ligues européennes de basket-ball (ULEB), lors d'une saison 2000-2001 qui voit exister deux compétitions majeures en Europe avec la Suproligue. Vitoria dispute la finale de l'Euroligue face au club italien du Kinder Bologne. Dans ce dernier club évolue son compatriote Emanuel Ginóbili, futur MVP et le Français Antoine Rigaudeau. Le club italien remporte la finale, disputée au meilleur des cinq manches, sur le score de 3 à 2, 68-85, 94-73, 80-60, 79-96 et 82-74 (deux premiers matchs à Bologne, les deux suivants en Espagne et la belle de nouveau en Italie).
La saison suivante, Luis Scola apporte en moyenne 14,62 points et 4,67 rebonds à son équipe lors de la saison régulière de la Liga ACB et il est même nommé meilleur joueur de la 30e journée pour une évaluation de 52. Vitoria dispute de nouveau les playoffs, éliminant Pamesia Valencia (trois victoires à une), puis Barcelone en demi-finale sur le score de trois victoires à une. Vitoria remporte son premier titre de champion en battant Unicaja Málaga trois victoires à zéro. Vitoria remporte également la Coupe du Roi en battant Barcelone 85 à 83. En Euroligue, Vitoria n'est éliminé au niveau du Top 16 qu'à la différence particulière face au Maccabi Tel-Aviv. Ses performances en Espagne et en Europe (15,9 points et 4,6 rebonds) attirent rapidement les regards, en particulier ceux de la NBA et des Spurs de San Antonio qui le choisissent en 56e position lors de la Draft 2002 de la NBA. Scola reste tout de même en Espagne afin de se perfectionner.
Lors de la saison 2002-2003, il obtient de nouveau une nomination de meilleur de joueur de la journée, la huitième. Ses statistiques progressent à 16,03 aux points et 5,96 aux rebonds. Vitoria est éliminé au premier tour des playoffs par Málaga. Barcelone prend sa revanche de la dernière édition de la coupe de Roi en l'emportant 84 à 78. En Europe, le Tau échoue de nouveau lors du Top 16 où il termine troisième de son groupe. Lors de sa troisième saison en Euroligue, les statistiques de Scola sont de 15,1 points et 5 rebonds par match.
Lors de sa quatrième saison avec le club de Vitoria, il est nommé dans le meilleur cinq de la saison régulière. Il y figure au côté de son coéquipier et compatriote Andrés Nocioni, MVP de la ligue. Il présente des statistiques de 17,25 points et 6,82 en phase régulière, puis 14,4 et 7,12 en playoffs. Lors de ceux-ci, Vitoria échoue en demi-finale face à l'Estudiantes Madrid lors de la manche décisive. Vitoria qui dispute sa troisième finale consécutive de la coupe du Roi, emporte de nouveau un trophée espagnol en battant la Joventut Badalona. Pour la troisième année consécutive, Vitoria échoue lors du Top 16 de l'Euroligue.
La saison 2004-2005 est riche de récompenses individuelles pour Scola. Il termine à quatre reprises meilleur joueur de la semaine, et est nommé meilleur joueur du mois de février en compagnie de l'Américain Charlie Bell. Il figure pour la seconde année consécutive dans le meilleur cinq de la ligue. Mais surtout, il succède à Nocioni au palmarès de MVP de la ligue. Le TAU Cerámica, qui a terminé en tête de la phase régulière, élimine CB Gran Canaria puis Málaga pour parvenir en finale du championnat. Mais, le club basque échoue en cinq manches face au Real de Madrid. En Euroligue, Vitoria, en terminant deuxième de son groupe lors du Top 16, se qualifie pour les quarts de finale. Opposé au Benetton Trévise, le club espagnol l'emporte en deux manches 98 à 59 à Trévise puis 66 à 64. Lors du Final Four, disputé à Moscou, les joueurs espagnols éliminent les grands favoris, le CSKA Moscou en l'emportant 85 à 78. Mais en finale, ils échouent face au Maccabi, vainqueur 90 à 78. Scola, 15,1 points et 6,46 rebonds, est nommé dans le second cinq de l'Euroligue.
Les Spurs tentent alors de racheter son contrat à Tau Vitoria au cours de l'été 2005, mais les 3 millions de dollars demandés par le club espagnol empêchent toute négociation.
Vitoria commence sa saison 2005-2006 par une victoire en octobre lors de la Supercoupe d'Espagne, en battant CB Granada en finale sur le score de 61 à 55. Scola, décisif lors de cette finale avec un lay-up à 27 secondes de la fin alors que le score est de 57 à 55 et présentant des statistiques de 15,0 points et 13,5 rebonds sur la compétition, est nommé MVP de la supercoupe. À l'issue de la phase régulière de la Liga ACB, où Scola termine une fois meilleur joueur de la journée et deux fois meilleur joueur du mois, en octobre et janvier, Vitoria termine au second rang, ce qui sécurise une nouvelle participation pour l'Euroligue pour la saison suivante. Scola termine pour la troisième année consécutive dans le meilleur cinq de la ligue, cinq qui contient un autre joueur de Vitoria, l'Argentin Pablo Prigioni. Vitoria élimine CB Girona puis Barcelone pour obtenir le droit d'affronter le numéro un de la saison régulière en finale, Málaga. Ce dernier club confirme son rang en l'emportant trois victoires à zéro. Vitoria remporte sa troisième coupe du Roi en cinq années en disposant de Pamesa Valencia sur le score de 85 à 80. En Europe, après avoir éliminé le Panathinaïkos à Athènes lors de la manche décisive des quarts de finale, Vitoria retrouve le Final Four de l'Euroligue qui voit s'affronter trois des quatre participants de la saison précédente, Barcelone prenant la place du Panathinaïkos. Opposé au Maccabi, le Tau s'incline 85 à 70 avant de remporter la troisième place face à l'autre club espagnol. Scola est de nouveau honoré au niveau européen en étant nommé dans la All-Euroleague First Team.
Scola dispute une nouvelle saison en Espagne, sa septième sous le maillot de Vitoria. Il termine à cinq reprises meilleur joueur de la journée et remporte le titre de meilleur joueur du mois de février. Il termine une nouvelle fois dans le cinq majeur de la Liga ACB, obtenant de surcroît son second titre de MVP de la ligue. Vitoria, après une première place lors de la phase régulière, s'incline en demi-finale des playoffs face à Barcelone sur le score de trois victoires à deux. En Europe, il devient le meilleur marqueur de l'histoire de l'Euroligue lors de la cinquième journée du Top 16 de la saison 2006-2007, devançant l'Américain de Málaga Marcus Brown. Une première place dans son groupe permet au club espagnol d'avoir l'avantage du terrain face aux Grecs de l'Olympiakós. Vitoria, après une victoire 84 à 59 à domicile va s'imposer en Grèce 95 à 89 pour s'offrir son troisième Final Four consécutif. Le Tau s'incline 67 à 53 face au Panathinaïkos, qui joue à domicile et remporte le titre de champion d'Europe. Dans la petite finale, Vitoria perd face à un autre club espagnol, Unicaja Málaga. Scola reçoit sa seconde nomination consécutive dans la All-Euroleague First Team.
À l'issue de la saison, son palmarès dans la compétition majeure européenne est de deux finales disputées, en 2001 et 2005, ainsi que deux demi-finales en 2006 et 2007. Ses statistiques dans cette compétition s'établissent à 144 matchs, 2 054 points soit une moyenne de 14,26. Marcus Brown lui reprend la première place des points marqués lors de la saison suivante de l'Euroligue. Après la fin de saison 2013-2014, Scola figure toujours parmi les dix meilleurs marqueurs de la compétition. Avec 810 rebonds, il figure également dans les dix premiers de l'histoire de l'Euroligue. Ses moyennes sont donc de 14,26 points, 5,6 rebonds, 1,7 passe et 0,5 contre.

### National Basketball Association (NBA)

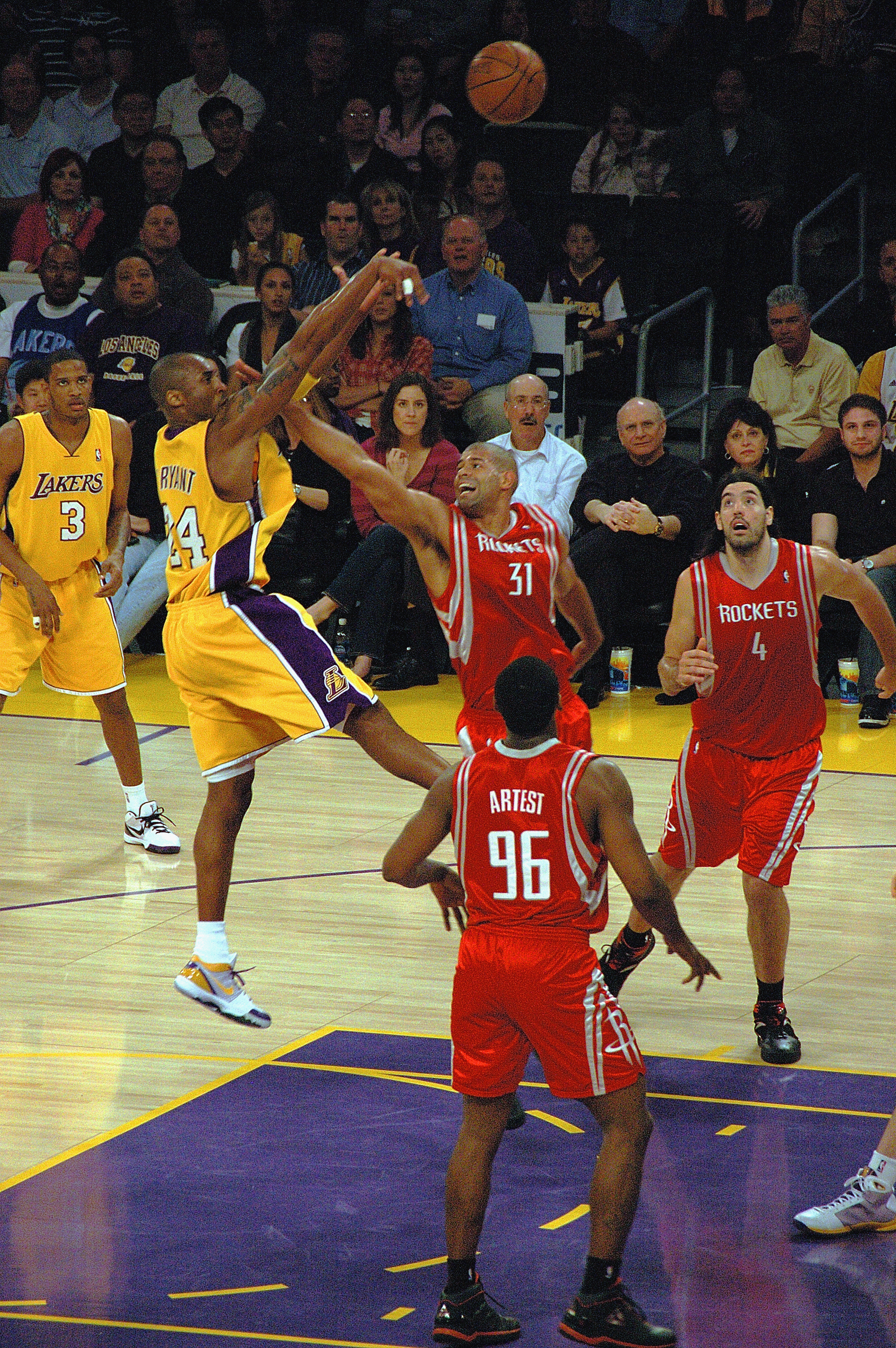
Luis Scola (4), face aux Lakers de Los Angeles de Kobe Bryant

Lors de la Draft 2002 de la NBA, les Spurs de San Antonio font l'acquisition des droits de Luis Scola en 56e position, lors du second tour. Gregg Popovich, l’entraîneur de la franchise du Texas, peut compter encore une saison sur David Robinson. Il doit également intégrer Emanuel Ginóbili, sélectionné en 1999 mais qui ne signe que durant l'été 2002.
Scola continue à évoluer en Europe. En 2005, les Spurs essayent de recruter le joueur argentin mais le club espagnol réclamant une somme jugée exorbitante par les dirigeants américains pour racheter le contrat (buy-out) les liant à Scola : 14,5 millions de dollars. L'année suivante, les Spurs font une nouvelle tentative, elle aussi vouée à l'échec.
Les Spurs, après les échecs des négociations des années précédentes, le recrutement depuis deux saisons Fabricio Oberto et Matt Bonner, et leurs incertitudes concernant la complicité entre Tim Duncan et Scola, décident d'échanger leur droit avec le club des Rockets de Houston. Cette négociation inclut le transfert du grec Vasílios Spanoúlis (désirant rentrer en Grèce, il ne joue finalement pas avec les Spurs), la session d'un deuxième tour de draft et un complément sous forme d'argent contre Scola et Jackie Butler. Peu après, le club de Houston réussit ses négociations et Scola rejoint enfin la ligue américaine : ils lui offrent un contrat de trois ans et 9,3 millions de dollars, permettant à celui-ci de racheter le reste de son contrat pour 3,2 millions dollars, Houston payant pour sa part les 500 000 dollars, somme maximum autorisée par la NBA dans le cadre d'un buy-out. Avec leurs deux vedettes Tracy McGrady et Yao Ming, et avec le renfort de Steve Francis, ancien no 2 de la Draft 1999 de la NBA et joueur des Rockets, il rejoint ainsi une franchise qui se positionne comme l'une des favorites de la Conférence Ouest pour la saison 2007-2008.
Scola commence sa carrière en NBA le 20 octobre 2007 lors d'une victoire face 95 à 93 aux Lakers de Los Angeles. Il dispute 8 minutes 57 et capte trois rebonds. Il obtient rapidement un temps de jeu plus élevé et connaît ses premières réussites individuelles en réalisant trois fois vingt points en quatre journées durant le mois de novembre. Le 29 janvier 2008, il intègre pour la première fois le cinq majeur lors d'un défaite face au Jazz de l'Utah sur le score de 97 à 89. En février, il évolue avec les rookies lors du Rookie Challenge, rencontre remportée par les sophomores (deuxième année) sur le score de 136 à 109. Scola dispute 16 minutes 11, inscrit 4 points et capte 3 rebonds. Scola est également récompensé du titre de rookie du mois de février de la Conférence Ouest. Il est ainsi le seul à empêcher Kevin Durant de remporter tous les trophées de rookie de la Conférence durant cette saison. Le lendemain de sa première titularisation dans le cinq majeur, position qu'il conserve jusqu'à la fin de saison, les Rockets entame une série de 22 victoires consécutives. Celle-ci est d'autant plus remarquable que, lors de celle-ci, Houston se voit priver de Yao Ming pour la fin de saison en raison d'une fracture de fatigue au pied gauche. Malgré les absences de leurs deux vedettes - 55 rencontres disputées pour Yao Ming, 66 pour Tracy McGrady - Houston termine la phase régulière avec un bilan de 55 victoires pour 27 défaites, ce qui place la franchise à la cinquième place de la conférence Ouest. Opposé aux joueurs d'Utah, Houston s'incline en six manches. Scola, avec des statistiques de 10,3 points, 6,4 rebonds, 1,3 passe en 24 minutes 7 lors de la phase régulière, puis 14 points, 9,3 rebonds, 1,3 passe en 36 minutes 7, termine troisième, derrière Kevin Durant et Al Horford, lors de l'élection du NBA Rookie of the Year. Il est nommé dans le premier cinq des rookie (NBA All-Rookie Team), aux côtés de ces deux joueurs et d'Al Thornton et Jeff Green.
Scola et Yao Ming s'inquiètent, en début de saison, de l'arrivée de Ron Artest, craignant pour la bonne ambiance de l'équipe. Les Rockets perdent l'un de leurs leaders, Tracy McGrady, en février, celui-ci devant se faire opérer du genou gauche. Toutefois, cela ne semble pas avoir trop d'influence sur les Rockets, ceux-ci passant d'un pourcentage de 57 % de victoires sur la saison avec McGrady à 64 % sans celui-ci. Au total, malgré des absences de leurs joueurs clés - 77 matchs disputés pour Yao Ming, 32 pour McGrady et 69 pour Artest sur les 82 de la phase régulière - les Rockets terminent cette saison 2008-2009 avec le cinquième bilan de la conférence Ouest, obtenant ainsi le droit d'affronter les Trail Blazers de Portland lors du premier tour des playoffs. Houston débute par une victoire 108 à 81 à Portland (19 points, 8 rebonds pour Scola), puis les Blazers égalisent en l'emportant 107 à 103 (12 points, 5 rebonds de Scola). Les Rockets prennent un avantage important en l'emportant lors des deux rencontres suivantes disputées à Houston, 86 à 83 et 89 à 88. Scola inscrit 19 points et capte 9 rebonds puis 17 points et 7 rebonds lors du match 4. Les Blazers reviennent à 3 à 2 dans la série à la suite d'une victoire 88 à 77, rencontre où Scola inscrit 21 points, capte 6 rebonds. Houston obtient sa qualification pour le second tour en l'emportant 92 à 76 lors de la sixième rencontre avec 9 points et 4 rebonds de Scola. Lors de la demi-finale de Conférence, les Rockets ont pour adversaire les Lakers de Los Angeles, qui ont éliminé le Jazz de l'Utah en cinq manches. La première manche débute par une surprise, la victoire des Rockets au Staples Center de Los Angeles sur le score de 100 à 92. Les Lakers égalisent dans la série avec une victoire 111 à 98. Derek Fisher, le meneur des Lakers, est absent de la troisième rencontre en raison d'une mise en échec trop virile sur Scola lors du deuxième match. Les Lakers retrouvent l'avantage du terrain avec une victoire 108 à 94 lors de la troisième manche. Cette victoire, ainsi que l'absence de Yao Ming, victime d'une fracture du pied, semble sceller le sort de la série. Mais, les Rockets, avec les 34 points d'Aaron Brooks et un double-double de Scola, 14 points et 11 rebonds, l'emportent 99 à 87. Lors de la cinquième manche, les Rockets s'inclinent de 40 points malgré le troisième double-double consécutif de Scola dans la série. Celui-ci confirme lors de la sixième manche, avec 24 points, 12 rebonds et 2 passes. Les Rockets obligent les Lakers à disputer une dernière manche grâce à une victoire 95 à 80. Les Lakers remportent la manche décisive 89 à 70 et la série par 4 à 3. Ils remportent la finale de Conférence face aux Nuggets de Denver en six manches puis le titre NBA face au Magic d'Orlando par quatre victoires à une. Scola termine sa seconde saison en NBA avec des moyennes de 12,7 points, 8,8 rebonds, 1,5 passe en 30 minutes 3 en phase régulière, puis de 14,4 points, 8,4 rebonds et 1,8 passe lors des 13 rencontres de playoffs disputées. Il termine 33 rencontres avec un nombre de points de dix points ou plus, et réalise 28 double-doubles. Il établit se meilleure performance en carrière avec 28 points face aux Warriors de Golden State.
Les Rockets doivent disputer la saison 2009-2010 sans leur pivot vedette Yao Ming. Ils commencent également la saison sans McGrady, opéré en février de microfracture au genou gauche. Artest a rejoint les Lakers et Houston a obtenu une Disabled Player Exception (somme permettant de recruter sans enfreindre les règles du Salary Cap) pour l'absence de Yao Ming qui lui permet de recruter Trevor Ariza. Le temps de jeu de Scola progresse, lui permettant de terminer à 23 reprises à vingt points ou plus, dont une meilleure performance en carrière de 44 points face aux Nets du New Jersey lors d'une victoire 116 à 108. Au rebond, sa meilleure performance est de 21 prises face aux Timberwolves du Minnesota. Il réalise 32 double-doubles, dont six avec 20 points ou plus et 15 rebonds ou plus. Il termine sa saison régulière avec des moyennes de 16,2, 8,6 rebonds et 2,1 passes. Houston termine cette saison à la neuvième place de la conférence Ouest avec un bilan de 42 victoires et 40 défaites.
Lors de l'intersaison 2010, Luis Scola est désormais restricted free agent. Les Rockets de Houston envisagent un temps de faire venir l'un des grands agent libre de la saison. Début juillet, une rumeur annonce que les Rockets proposent Luis Scola, Shane Battier et Trevor Ariza pour le joueur des Raptors de Toronto Chris Bosh ou le joueur des Suns de Phoenix, Amar'e Stoudemire. Ceci est toutefois assujetti à la condition que Scola signe un sign and trade (signature et transfert) avec les Rockets. Bosh ayant signé avec Miami et Stoudemire avec New York, Houston décide de faire les efforts nécessaires pour conserver Scola, d'autant que les Nets du New Jersey envisagent d'offrir un contrat de cinq ans avec 55 millions de dollars, avec un bonus à la signature de 9,5 millions. Les dirigeants décident alors de devancer cette offre et offrent un contrat de 47 millions de dollars sur cinq ans, contrat que Scola s'empresse de signer.
Le 13 juillet 2012, Scola est coupé par les Rockets et est libre de s'engager dans le club de son choix.
Le 15 juillet, il s'engage avec les Suns de Phoenix.
Le 27 juillet 2013, il est transféré chez les Pacers de l'Indiana contre Gerald Green et Miles Plumlee.
Le 8 juillet 2015, il signe aux Raptors de Toronto pour une saison à trois millions de dollars.
Le 14 juillet 2016, il signe aux Nets de Brooklyn pour une saison.

### La Chine
Le 9 juillet 2017, il signe avec les Shanxi Brave Dragons en CBA.

### Retour en Europe
Après une coupe du monde 2019 réussie, Scola rejoint, en septembre, l'Olimpia Milan pour une saison. Il quitte le club en juin.
En juillet 2020, il s'engage pour la saison suivante avec un autre club italien : le Pallacanestro Varèse.

### Dirigeant sportif
En septembre 2021, Scola annonce sa retraite sportive mais reste à Varèse où il devient directeur général du club,.

### Sélection nationale
Luis Scola évolue sous le maillot dès les catégories de jeunes. Il dispute le championnat d'Amérique du Sud cadet en 1995, remportant une médaille d'or. Bien que de la génération de 1980, il dispute également le Championnat du monde junior où il côtoie des joueurs de 1976-1977: parmi ceux-ci, Pepe Sánchez, Leonardo Gutiérrez, Gabriel Fernández. Au total sur le tournoi, Scola dispute 10 minutes, marque 3 points et capte 4 rebonds. L'année suivante, il remporte une nouvelle médaille d'or dans la compétition junior du championnat d'Amérique du Sud.
En 1997, il est le plus jeune joueur d'une sélection d'Argentine qui termine quatrième des Championnats du monde des 21 ans et moins. Il ne dispute que trois rencontres mais il joue auprès de Emanuel Ginóbili ou Fabricio Oberto, et des joueurs qu'il a déjà connu en 1995, Pepe Sánchez, Leonardo Gutiérrez, Gabriel Fernández.
Luis Scola fait ses débuts avec l'équipe d'Argentine le 8 juin 1999 contre l'Uruguay. Il dispute sa première compétition internationale chez les séniors lors du Championnat d'Amérique du Sud, remportant une médaille d'argent. Il dispute également le Championnat des Amériques, mais une troisième place prive les Argentins des Jeux olympiques de Sydney, seules les deux premières places, obtenues par les États-Unis et le Canada, octroyant une place aux jeux.
En 2001, il retrouve la sélection des 21 ans et moins pour disputer le championnat du monde. Avec 21,6 points, Il termine meilleur marqueur de la compétition. Il capte 5,1 rebonds et délivre 3,1 rebonds et est élu dans le meilleur cinq. L'Argentine remporte la médaille de bronze. Il évolue également avec la sélection séniore, disputant le Championnat des Amériques 2001 qui est qualificatif pour le mondial 2002. L'Argentine remporte le titre en battant le Brésil 78 à 51.
Lors du mondial de l'année suivante, disputé à Indianapolis, l'Argentine termine invaincue lors du premier tour, puis également lors du second tour. Lors de la dernière journée de celui-ci, les Argentins battent les Américains sur le score de 87 à 80. Lors de cette rencontre, Scola est le troisième marqueur de son équipe avec 13 points derrière les 15 points de Ginóbili et 14 de Nocioni. Il ajoute également cinq rebonds et trois passes en seulement 18 minutes. En quart de finale, l'Argentine élimine le Brésil sur le score de 78 à 67 (11 points et 4 rebonds) puis l'Allemagne en demi-finale (victoire 86 à 80 avec sept points et un rebond en 13 minutes de Scola). Lors de la finale opposant les Argentins à la Yougoslavie, Scola marque 11 points, capte quatre rebonds et délivre deux passes en 22 minutes. Malgré les 28 points et 10 rebonds de Oberto, la Yougoslavie, portée par les 27 et 26 points de Dejan Bodiroga et Predrag Stojaković et les 8 rebonds et le leadership de Vlade Divac, remporte le titre mondial en l'emportant 84 à 77.

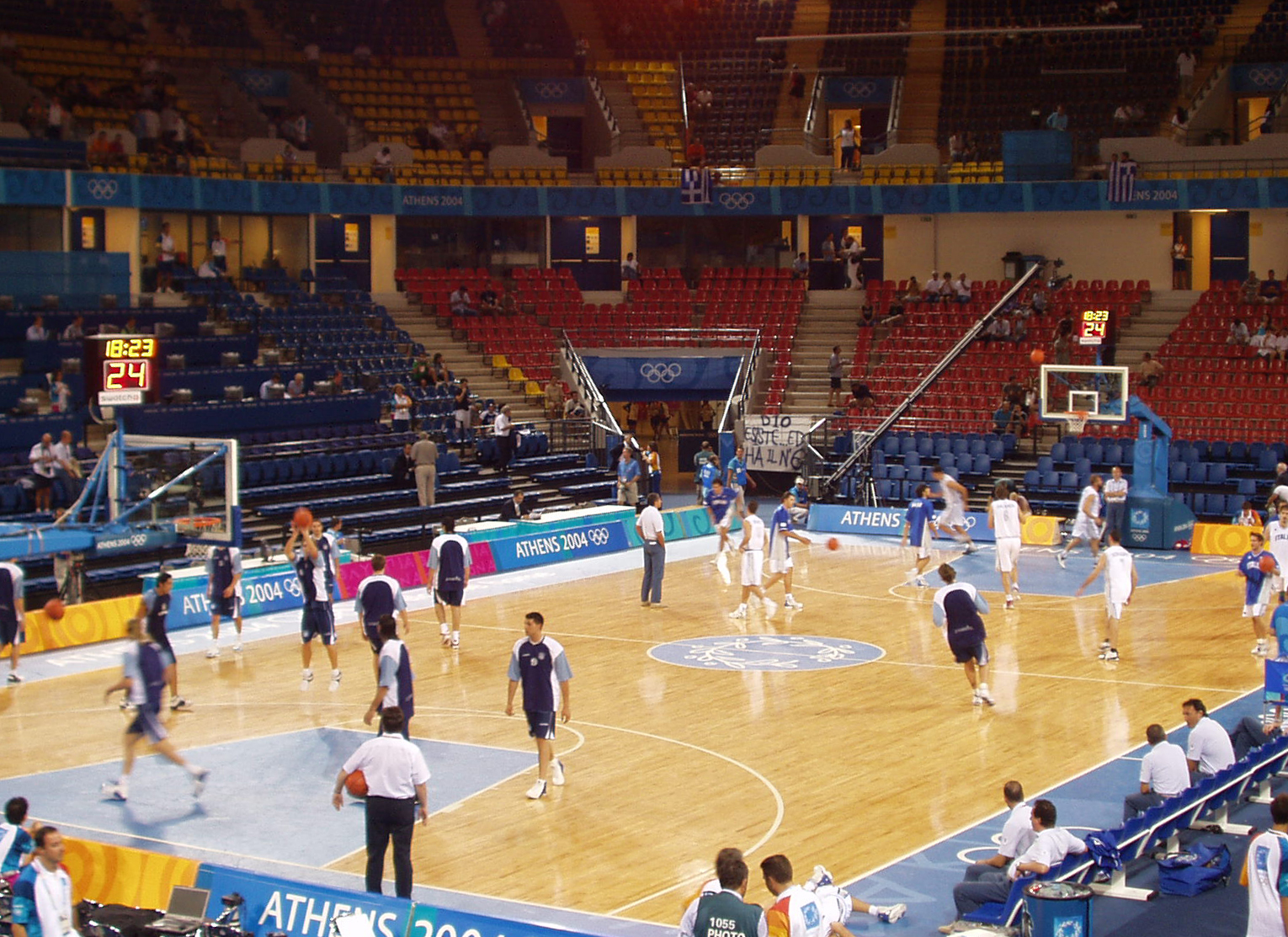
Grèce-Argentine aux Jeux olympiques d'Athènes

Dix des douze joueurs de l'équipe d'Argentine qui disputent les Jeux olympiques d'Athènes ont remporté la médaille d'argent du mondial d'Indianapolis, Carlos Delfino et Wálter Herrmann prenant les places de Lucas Javier Victoriano et Leandro Fabian Palladino. Lors du premier tour, Les Argentins s'inclinent face aux Espagnols, 87 à 76, et aux Italiens 76 à 75. Troisième de leur groupe, ils affrontent ainsi la Grèce en quart de finale. Cette rencontre se solde par un résultat de 69 à 64 en faveur des Argentins. En demi-finale, ils sont opposés à une équipe des États-Unis qui a subi sa première défaite aux Jeux olympiques depuis que les professionnels de la National Basketball Association (NBA) ont été admis aux jeux. Les Américains, après avoir été battu par Porto Rico et la Lituanie lors du premier tour, éliminent l'Espagne en quart de finale. Toutefois, ils subissent leur troisième défaite dans ce tournoi face à des Argentins qui avaient déjà été leurs bourreaux deux ans plus tôt. L'Argentine l'emporte 89 à 81, Ginóbili inscrivant 29 points. Scola marque pour sa part 10 points et capte 4 rebonds. La finale oppose l'Argentine à l'Italie qui a vaincu la Lituanie 100 à 91. Scola inscrit 25 points et capte 11 rebonds, tandis que les statistiques de Ginóbili sont de 16 points, 6 rebonds et 6 passes. Derrière ces deux meneurs, l'Argentine l'emporte sur le score de 84 à 69 pour remporter le premier titre olympique de son histoire en basket-ball.
Lors du Championnat des Amériques 2007, l'Argentine termine seconde, obtenant ainsi sa qualification pour les Jeux olympiques de Pékin. En finale, les Argentins perdent face aux Américains sur le score de 118 à 81. Scola, avec 19,5 points et 7,5 rebonds, termine la compétition avec le titre de MVP.
À Pékin, après une défaite initiale face à la Lituanie, l'Argentine remporte ensuite ses quatre autres rencontres du premier tour, dont une face à la Russie sur le score de 91 à 79, rencontre où Scola inscrit 37 points, à 12 sur 16 aux tirs et 13 sur 17 aux lancers, capte 8 rebonds, délivre 3 passes et réalise 2 contres. L'Argentine affronte la Grèce en quart de finale. S'appuyant sur un jeu extérieur efficace, Ginóbili et Delfino réalisant respectivement 6 sur 13 et 5 sur 8 à trois points, L'Argentine remporte un match serré qui se termine sur le score de 80 à 79. Lors de celui-ci, les statistiques de Luis Scola sont de 11 points, 8 rebonds et 1 contre. Lors de la demi-finale, les Américains prennent leur revanche de la demi-finale Athènes 2004 en l'emportant sur le score 101 à 81, rencontre où la décision s'est faite rapidement dans le premier quart-temps que les Américains remportent 30 à 11 et où Nocioni et Ginóbili se blessent. Scola, auteur de 28 points à 13 sur 21, et 11 rebonds, et Delfino, 17 points et 8 rebonds, ne peuvent rivaliser avec une sélection américaine qui présentent sept joueurs à dix points ou plus,. Les Argentins, s'appuyant sur les 20 points et 10 rebonds de Delfino, remportent ensuite la médaille de bronze en l'emportant 87 à 75 face à la Lituanie. Sur l'ensemble du tournoi olympique, Scola est le meilleur marqueur, 18,9 points, et rebondeur, 6,6, de son équipe.
L'Argentine dispute le Championnat des Amériques 2009, organisé à Porto Rico, sans quatre joueurs majeurs: Ginóbili, Nocioni, Delfino et Delfino. Elle s'appuie sur Scola pour atteindre son objectif de se qualifier pour le mondial de l'année suivante. Cet objectif est atteint après la qualification pour les demi-finales. Lors de celles-ci, Scola inscrit 31 points face à Porto Rico mais cette dernière équipe l'emporte 85 à 80 pour affronter le Brésil en finale. Lors de la finale pour la troisième place, Scola inscrit 27 points lors d'une victoire 88 à 73 face au Canada. Scola se succède au palmarès du trophée de MVP.
L'équipe d'Argentine de basket-ball se présente au mondial 2010, disputé en Turquie, sans Ginóbili, qui a déclaré forfait depuis le mois d'avril et Nocioni qui a été empêché par sa nouvelle franchise des Philadelphia Sixers à 48 heures du début de la compétition. L'Albiceleste, surnom de la sélection argentine, remporte ses quatre premières rencontres de poule, face à l'Allemagne sur le score de 78 à 74, l'Australie par 74 à 72, l'Angola par 91 à 70 et la Jordanie par 88 à 79. Scola, qui débute par 20 points contre l'Allemagne, enchaine ensuite trois rencontres à 30 points ou plus, respectivement 31, 32 et 30. Lors de la cinquième rencontre, face à la Serbie, il ajoute encore 32 points et 9 rebonds mais cette performance est insuffisante pour battre les Serbes qui l'emportent 84 à 82. Scola termine au second rang des marqueurs après ce premier tour, devancé par le Néo-Zélandais Kirk Penney. L'Argentine, deuxième de son groupe, affronte le troisième du groupe B, le Brésil, qui possède dans son effectif les joueurs de NBA Leandro Barbosa, Anderson Varejão et le futur joueur des Spurs de San Antonio, Tiago Splitter. L'affrontement entre les deux équipes d'Amérique du Sud est très serré, chaque équipe prenant à tour de rôle la tête, le plus grand écart étant de plus sept points en faveur des Brésiliens lors du troisième quart-temps. À l'entame de la dernière période, le score est de 66 partout. Malgré deux trois points de Barbosa, l'Argentine revient pour prendre l'avantage. À 85 à 84 en faveur des Argentins à 1 minute 28 de la fin, Scola inscrit six des huit derniers points de son équipe et permet à l'Argentine de l'emporter 93 à 89. Scola marque 12 de ses 37 points dans cette période. Il ajoute également 9 rebonds et 3 passes.
Deux jours plus tard, l'Argentine affronte la Lituanie en quart de finale. Cette dernière, menée 10 à 9 après 5 minutes 55, inflige un 19 à 8 à son adversaire pour atteindre la fin du premier quart temps avec un avantage de 10 points. Lors de cette période, une bonne défense sur Scola limite celui-ci à trois points, à 1 sur 5 aux tirs. La Lituanie double son avantage pour atteindre le score de 50 à 30 à la mi-temps. La décision à l'issue du troisième quart est faite, les Lituaniens menant de 32 points. Finalement la Lituanie l'emporte 104 à 85 pour obtenir le droit d'affronter les États-Unis en demi-finale. Scola termine la rencontre à 13 points (5 sur 16) et 4 rebonds. L'argentin termine la compétition en remportant ses deux matchs de classement, contre la Russie sur le score de 73 à 61, puis l'Espagne par 86 à 81. Scola prouve de nouveau son attachement à sa sélection en disputant respectivement 37 puis 40 minutes dans des rencontres qui n'ont que peu d'importance. Lors de celles-ci, ses statistiques sont respectivement de 27 points et 6 rebonds, puis de 22 points et 11 rebonds. Il termine avec le titre de meilleur marqueur de la compétition. Il est également élu dans le meilleur cinq de la compétition, aux côtés du MVP Kevin Durant, du Serbe Miloš Teodosić, du Turc Hidayet Türkoğlu et du Lituanien Linas Kleiza.
Lors de la coupe du monde 2019, à l'occasion du deuxième match de poule, il devient le deuxième marqueur de l'histoire de la compétition. Il cumule à la fin du match 611 points. Cependant il reste encore loin du record du Brésilien Oscar Schmidt et ses 906 points.
Luis Scola met un terme à sa carrière internationale après l'élimination argentine en quart de finale des Jeux olympiques de 2020, il aura manqué aucune compétition en 22 ans de carrière. Lors de ces Jeux olympiques, Scola devient le quatrième meilleur marqueur de la compétition,.

## Clubs successifs
- 1995-1998 :  Ferro Carril Oeste
- 1998-2000 :  Cabitel Gijon
- 2000-2007 :  Tau Vitoria
- 2007-2012 :  Rockets de Houston
- 2012-2013 :  Suns de Phoenix
- 2013-2015 :  Pacers de l'Indiana
- 2015-2016 :  Raptors de Toronto
- 2016-2017 :  Nets de Brooklyn
- 2017-2018 :  Shanxi Brave Dragons
- 2018-2019 :  Shanghai Sharks
- 2019-2020 :  Olimpia Milan
- 2020-2021 :  Pallacanestro Varèse

## Palmarès

### Club
- Finaliste de l'Euroligue 2001 et 2005.
- Champion d'Espagne en 2002.
- Vainqueur de la Coupe du Roi en 2002, 2004 et 2006.
- Vainqueur de la Supercoupe d'Espagne de basket-ball en 2005.

### Sélection nationale
- Jeux olympiques d'été.
  -  Champion olympique aux Jeux olympiques de 2004 à Athènes, en Grèce.
  -  Médaille de bronze aux Jeux olympiques de 2008 à Pékin, en Chine.
- Championnat du monde masculin.
  -  Médaille d'argent au Championnat du monde 2002 à Indianapolis.
  -  Médaille d'argent à la Coupe du monde 2019 en Chine.
  - 4e au Championnat du monde 2006 au Japon.
- Championnat des Amériques.
  -  Vainqueur du Championnat des Amériques 2001 à Neuquén (Argentine).
  -  Vainqueur du Championnat des Amériques 2011 à Mar del Plata (Argentine).
  -  Médaille d'argent au Championnat des Amériques 2003 à San Juan (Porto Rico).
  -  Médaille d'argent au Championnat des Amériques 2007 à Las Vegas (États-Unis).
  -  Médaille d'argent au Championnat des Amériques 2015 à Mexico (Mexique).
  -  Médaille de bronze au Championnat des Amériques 1999 à San Juan (Porto Rico).
  -  Médaille de bronze au Championnat des Amériques 2009 à San Juan (Porto Rico).
  -  Médaille de bronze au Championnat des Amériques 2013 à Caracas (Venezuela).

### Distinctions personnelles
- Élu dans l'équipe-type des Jeux olympiques d'été de 2004.
- Meilleur débutant de la Liga ACB lors de la saison 1999-2000.
- MVP du championnat d’Espagne en 2005 et 2007.
- MVP de la supercoupe d'Espagne 2005 en (saison 2005-2006).
- All-Euroleague First Team en 2006 et 2007.
- All-Euroleague Second Team en 2005.
- NBA All-Rookie First Team (1re équipe type des recrues) en 2008[23].
- Élu MVP des Championnats des Amériques 2007, 2009 et 2011.
- Élu dans le meilleur cinq du Championnat du monde 2010[56].
- Élu dans le meilleur cinq de la Coupe du monde 2019

## Records sur une rencontre en NBA
Les records personnels de Luis Scola en NBA sont les suivants, :
| Type de statistique        | Saison régulière | Saison régulière            | Saison régulière | Playoffs | Playoffs                    | Playoffs      |
| Type de statistique        | Record           | Adversaire                  | Date             | Record   | Adversaire                  | Date          |
| -------------------------- | ---------------- | --------------------------- | ---------------- | -------- | --------------------------- | ------------- |
| Points                     | 44               | Nets du New Jersey          | 13 mars 2010     | 24       | Lakers de Los Angeles       | 14 mai 2009   |
| Paniers marqués            | 20               | Nets du New Jersey          | 13 mars 2010     | 10       | 2 fois                      | 2 fois        |
| Paniers tentés             | 28               | Thunder d'Oklahoma City     | 7 janvier 2012   | 18       | Trail Blazers de Portland   | 26 avril 2009 |
| Paniers à 3 points réussis | 4                | 2 fois                      | 2 fois           | 1        | 5 fois                      | 5 fois        |
| Paniers à 3 points tentés  | 6                | 2 fois                      | 2 fois           | 4        | 2 fois                      | 2 fois        |
| Lancers francs réussis     | 14               | Spurs de San Antonio        | 26 février 2010  | 8        | @ Jazz de l'Utah            | 24 avril 2008 |
| Lancers francs tentés      | 17               | Timberwolves du Minnesota   | 7 novembre 2010  | 10       | 2 fois                      | 2 fois        |
| Rebonds offensifs          | 9                | @ Bulls de Chicago          | 22 décembre 2007 | 8        | Jazz de l'Utah              | 19 avril 2008 |
| Rebonds défensifs          | 14               | 4 fois                      | 4 fois           | 12       | Lakers de Los Angeles       | 10 mai 2009   |
| Rebonds totaux             | 21               | @ Timberwolves du Minnesota | 6 mars 2010      | 14       | Lakers de Los Angeles       | 10 mai 2009   |
| Passes décisives           | 10               | Kings de Sacramento         | 17 décembre 2012 | 4        | 2 fois                      | 2 fois        |
| Interceptions              | 5                | Grizzlies de Memphis        | 29 février 2008  | 2        | 5 fois                      | 5 fois        |
| Contres                    | 3                | 6 fois                      | 6 fois           | 2        | Wizards de Washington       | 5 mai 2014    |
| Balles perdues             | 8                | @ Timberwolves du Minnesota | 13 avril 2013    | 4        | @ Trail Blazers de Portland | 28 avril 2009 |
| Minutes jouées             | 51               | @ Celtics de Boston         | 2 avril 2010     | 44       | Jazz de l'Utah              | 21 avril 2008 |

- Double-double : 136 (dont 7 en playoffs)
- Triple-double : 0